# Rotmündige Heideschnecke
Die Rotmündige Heideschnecke (Cernuella neglecta) ist eine Schneckenart der Familie der Geomitridae aus der Ordnung der Landlungenschnecken (Stylommatophora).

## Merkmale
Das gedrückt-kegelförmige bis fast flache Gehäuse der Rotmündigen Heideschnecke ist 6 bis 10 mm (5 bis 11 mm) hoch und 9 bis 18 mm (8,5 bis 18,5 mm) breit. Das Verhältnis von Gehäusebreite zu Gehäusehöhe reicht von 1,53 bis 1,90, bei einem Mittelwert von 1,715 (n=121). Es weist fünf bis sechs (4 ⅜ bis 5 ⅜; n= 119) stark gewölbte Windungen auf, die jeweils durch eine mäßig tiefe Naht voneinander abgesetzt werden. Die Außenlinie ist gerade bis leicht konvex gewölbt. Die letzte Windung senkt sich nahe der Mündung nur schwach aus der Windungsachse ab. Der Querschnitt der Windung ändert sich zur Mündung hin wenig, ist gelegentlich etwas verbreitert im Verhältnis zum normalen Zuwachs der Windung. Der offene Nabel ist gerundet bis schwach oval. Das Verhältnis Nabelbreite zur Breite des Gehäuses beträgt 0,17 bis 0,27 (Mittelwert 0,215; n = 113) (1/4 bis 1/5). Die Mündung ist rundlich, gelegentlich leicht querelliptisch mit scharfem, nur wenig umgeschlagenem Rand. Sie weist innen eine mehr oder weniger kräftige, meist dünne, oft rötliche Lippe auf. Die Mündung steht schief zur Windungsachse, wobei der untere Rand nach hinten gekippt ist.
Das Gehäuse ist vergleichsweise dickschalig, weißlich und opak. Die Oberfläche ist fast glatt, lediglich feine, unregelmäßige Anwachsstreifen sind vorhanden. Die (meist vorhandene) Zeichnung besteht aus spiraligen, hellbraunen Bändern, die manchmal auch in Fleckenreihen aufgelöst sind. Meist ist ein breites Band an der Peripherie bis nur wenig oberhalb der Peripherie vorhanden. Weitere Bänder können unterhalb der Peripherie bis zum Nabel vorhanden sein. Über dem Band leicht oberhalb der Peripherie ist keine Farbzeichnung mehr vorhanden.
Der Weichkörper ist dunkel oder grau mit rötlichen oder gelblichen Tönen. Die Tiere bewegen sich langsam und ziehen sich bei jeder Störung in das Gehäuse zurück. Sie sind wie alle Landlungenschnecken Zwitter. Im weiblichen Trakt der Genitalorgane ist das Atrium fast immer länger als breit, etwa dreimal so lang wie breit (bzw. im Durchmesser). Die freie Vagina zwischen den Pfeilsäcken und Glandulae mucosae (Schleimdrüsen) ist meist länger als breit. Die beiden Pfeilsäcke inserieren am distalen Ende des Genitalatriums. Sie sind etwa gleich groß, nur selten ist der äußere Pfeilsack etwas bauchig angeschwollen und etwas größer als der innere Pfeilsack. Der innere Pfeilsack ragt dafür etwas höher. Der Liebespfeil besitzt ein blattförmig verbreiterte Spitze. Die Glandulae mucosae sind in 10 bis 22 Äste verzweigt. Der Penis entspricht in der Länge etwa den Pfeilsäcken. Dabei ist der Epiphallus etwa dreimal so lang wie der Penis und fünf- bis zehnmal länger als das Flagellum. Der Stiel der Spermathek ist deutlich länger als die Spermathek (Blase oder Bursa) selber.

### Ähnliche Arten
Das Gehäuse der Rotmündigen Heideschnecke ist in Färbung, Größe und Gehäusehöhe (im Verhältnis zur Gehäusebreite) recht variabel. Es kann sehr ähnlich zu anderen Schneckenarten sein, u. U. muss eine anatomische Untersuchung der Genitalorgane für eine sichere Bestimmung erfolgen.
Die Art kann anhand des Gehäuses nicht sicher von Cernuella aginnica unterschieden werden. In der Regel hat die Rotmündige Heideschnecke (Cernuella neglecta) eine etwas tiefere Naht, d. h., die Umgänge sind an der Peripherie etwas stärker gewölbt. Das Gehäuse ist gedrückter, also etwas weniger kegelförmig. Die Mündung ist mehr gerundet und wird vom vorigen Umgang weniger stark eingeschnitten, und sie hat einen im Durchschnitt breiteren Nabel. Im Genitalapparat ist der Penis etwa doppelt so lang wie die Pfeilsäcke. Der Epiphallus ist zwei- bis dreimal so lang wie der Penis und nur zwei- bis dreimal so lang wie das Flagellum. Die freie Vagina zwischen Pfeilsäcken und Glangulae mucosae ist breiter als lang.
Die Gehäuse der Gemeinen Heideschnecke (Helicella itala) sind ebenfalls sehr ähnlich. Diese Art besitzt jedoch einen etwas engeren letzten Umgang, einen breiteren Nabel (etwa 1/3 des Gehäusedurchmessers). Besonders auffällig ist der letzte Umgang, der vor der Mündung steil aus der Windungsebene abfällt. Die Mündung ist deutlich querelliptisch, ohne rötliche Töne an der Innenseite und der Innenlippe der Mündung.
Sehr ähnlich ist auch die Weiße Heideschnecke (Xerolenta obvia). Das Gehäuse ist meist flacher, nicht ganz so kegelförmig wie bei der Rotmündigen Heideschnecke. Allerdings gibt es auch bei dieser Art in der Variationsbreite ähnlich flache Gehäuse. Bei beiden Arten fällt die letzte Windung kurz vor der Mündung nur sehr wenig ab. Der Nabel ist bei der Weißen Heideschnecke in der Regel etwas weiter. Vor allem kommen aber auch deutlich oberhalb der Peripherie ein oder zwei schmale, dunkelbraune Bänder vor. Die Färbung der Bänder ist intensiver bzw. dunkler.

## Geographische Verbreitung und Lebensraum
Das ursprüngliche Verbreitungsgebiet beschränkte sich vermutlich auf Süditalien (u. a. in den Monti Alburni), Südfrankreich und Nord(ost)spanien. Inzwischen ist die Art anthropogen (durch den Menschen) weit verschleppt worden, sodass es schwierig ist, das tatsächliche ursprüngliche Verbreitungsgebiet zu rekonstruieren. So kommt sie heute in fast ganz Mitteleuropa und in Südengland vor. In den 1950er Jahren etablierte sie sich in der damaligen Tschechoslowakei. In Österreich wurde die Art erstmals 1989 nachgewiesen. In Deutschland kommt sie im Oberrheintalgraben, im Saale- und Unstruttal, in Nordrhein-Westfalen, in Rheinland-Pfalz, in Sachsen-Anhalt, in Schleswig-Holstein, in Ostniedersachsen und im Leipziger Stadtgebiet vor. In Frankreich kommt sie inzwischen auch in größeren Gebieten in Mittel-, Nord- und Ostfrankreich vor. Eine aktuelle Übersicht gibt die Website Inventaire National du Patrimoine Naturel.
Die CSIRO (Commonwealth Scientific and Industrial Research Organisation) gibt auch ein Vorkommen im australischen Bundesstaat South Australia an.
Die Art kommt in sonnigen und trockenen Standorten, z. B. felsige Trockenrasen, Brachflächen, Gärten, jedoch auch auf Ersatzbiotopen wie Straßenrändern und Bahnhofsgeländen vor.

## Lebensweise
Bei Trockenheit kriechen die Tiere an Baumstämmen oder krautigen Pflanzen hoch und verschließen ihre Gehäuse mit einem verkalkenden Schleimhäutchen (Diaphragma) und halten eine Trockenruhe bis zum nächsten Regen.

## Taxonomie und Phylogenie
Das Taxon wurde 1805 posthum durch Jacques Philippe Raymond Draparnaud als Helix neglecta beschrieben. Das Taxon ist die Typusart der Untergattung Xerocincta Monterosato, 1892, die von vielen Autoren akzeptiert wird. Er gab als Typlokalität Lauserte, Le Sorézois an, was nach Clerx & Gittenberger (1977) als Lauzerte (Dépt. Tarn-et-Garonne) bzw. die Umgebung von Sorèze, südwestlich von Castres (Dépt. Tarn) zu interpretieren ist. Die Art wird heute allgemein akzeptiert zur Gattung Cernuella Schlüter, 1838 bzw. in deren Untergattung Cernuella (Xerocincta) Monterosato, 1892 gestellt. Allerdings wird die Untergattungsgliederung nicht von allen Autoren akzeptiert wird (vgl. Welter Schultes, 2012, der nur Gattungen akzeptiert). Jüngere Synonyme sind Helicella (Xerocincta) trepidula Germain, 1930, Helix ammonis Strobel 1857, Helix bononiensis De Stefani 1883, Helix discrepans Tiberi 1878, Helix mendica Pollonera 1892, Helix nerusia Pollonera 1892, Helix samnitum Westerlund 1889, Helix trepidulina Pollonera 1892, Helicella (Xerocinta) ammonis acrenoica Haas 1936 und Helix major Kobelt 1877.
Nach der molekulargenetischen Analyse von Manganelli u. a. (2005) ist Cernuella neglecta das Schwestertaxon eines kleinen Monophylums, bestehend aus Cernuella virgata und Cernuella cisalpina.

## Gefährdung
Die Art gilt nach der Roten Liste der IUCN (International Union for Conservation of Nature and Natural Resources) als nicht gefährdet.

## Belege

### Online
- AnimalBase